# 메트로이드: 사무스 리턴즈
《메트로이드: 사무스 리턴즈》(Metroid: Samus Returns)는 닌텐도 EPD와 머큐리스팀이 개발하고 닌텐도가 배급한 2017년 액션 어드벤처 게임이다. 1991년 게임보이로 발매된 《메트로이드 II: 사무스의 귀환》의 리메이크로, 휴대용 게임기 닌텐도 3DS용으로 제작돼 2017년 9월 15일 출시됐다.
플레이어는 주인공 사무스 아란을 조작해 은하 연방으로부터 명령을 받고 행성 SR388에 거주하는 가상의 기생생물 메트로이드를 제거하는 것을 목표로 임무를 수행한다. 게임플레이와 진행구조는 원작과 대동소이하나, 현대에 맞춰 구현된 새로운 그래픽과 사용자 인터페이스로 무장했으며 근접 반격공격이나 무기를 360도 모든 각도로 조준하는 능력 등 이전 2D 《메트로이드》 게임들에 등장하지 않는 새로운 게임플레이 요소들을 도입했다.
게임 개발은 2015년에 시작됐으며 시리즈 총괄 제작하 사카모토 요시오가 프로듀서로서 감독했다. 발매 후 원작의 문제들을 다방면으로 개선한 점으로 호평을 받았으며, 이후 사카모토는 머큐리스팀와 함께 닌텐도 스위치용 후속작 《메트로이드 드레드》를 제작하는 발판이 됐다.

## 개발

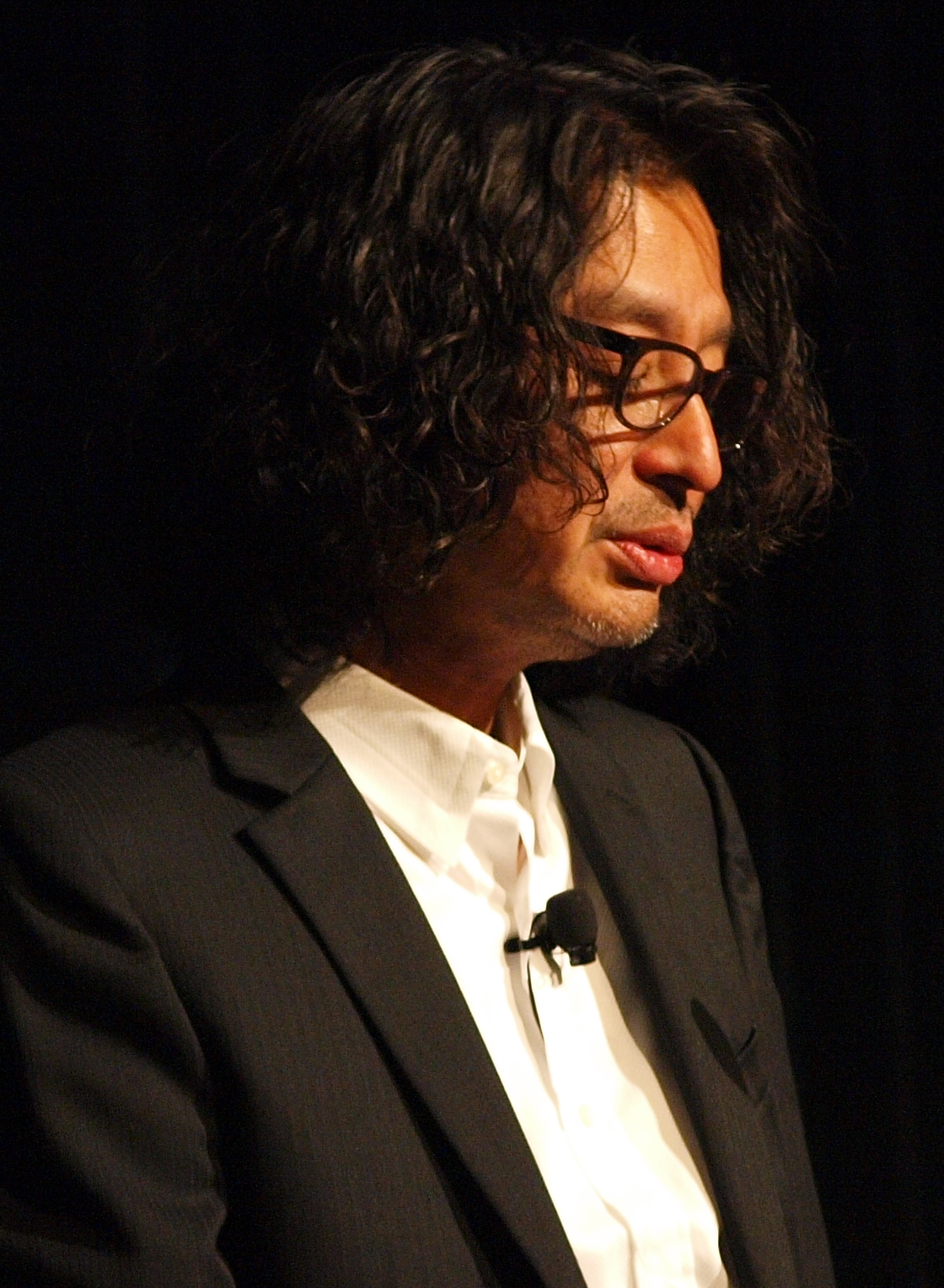
Yoshio Sakamoto of Nintendo EPD served as the game's lead producer

《메트로이드: 사무스 리턴즈》는 스페인의 개발사 머큐리스팀이 닌텐도 EPD의 협력을 받아 제작했다. 닌텐도 기획제작본부의 상급개발자이자 시리즈 총괄 제작자 사카모토 요시오가 게임 프로듀싱을 맡았으며, 같은 기획제작본부 출신인 호소카와 타케히코가 디렉터, 머큐리스팀의 호세 루이스 마르케스가 크리에이티브 디렉터를 맡았다.

## 반응
리뷰 애그리게이터 사이트 메타크리틱에 따르면 《메트로이드: 사무스 리턴즈》는 '대체적으로 긍정적인 평가'를 받았다.